# Compsomantis robusta
Compsomantis robusta är en bönsyrseart som beskrevs av Werner 1923. Compsomantis robusta ingår i släktet Compsomantis och familjen Mantidae. Inga underarter finns listade i Catalogue of Life.